# Йодлувка (Малопольське воєводство)
Йодлувка (пол. Jodłówka) — село в Польщі, у гміні Жезава Бохенського повіту Малопольського воєводства.
Населення — 1411 осіб (2011).

## Демографія
Демографічна структура станом на 31 березня 2011 року:
|          | Загалом | Допрацездатний вік | Працездатний вік | Постпрацездатний вік |
| -------- | ------- | ------------------ | ---------------- | -------------------- |
| Чоловіки | 681     | 157                | 458              | 66                   |
| Жінки    | 730     | 165                | 420              | 145                  |
| Разом    | 1411    | 322                | 878              | 211                  |